# Cookovi otoki
Cookovi otoki so avtonomna parlamentarna demokracija v prosti zvezi z Novo Zelandijo. Otočje se nahaja v Južnem Tihem oceanu.